# Благовещенское (Сахалинская область)
Благове́щенское — село в Анивском городском округе Сахалинской области России.

## География
Село находится на берегу реки Лютога, на расстоянии 5 км от города Анива, административного центра округа.

## История
Основано в 1894 году. В 1905—1945 годах село принадлежало японскому губернаторству Карафуто и называлось Касайобара (яп. かさい小原). После передачи Южного Сахалина СССР селу 15 октября 1947 года возвращено прежнее название.

## Население
| 2002 | 2010 | 2013 | 2021 |
| ---- | ---- | ---- | ---- |
| 5    | ↗7   | ↘3   | ↗7   |

### Половой состав
Согласно результатам переписи 2002 года, в селе проживало 5 человек (1 мужчина и 4 женщины).